# Гладенька акула австралійська
Гладенька акула австралійська (Mustelus antarcticus) — акула з роду Гладенька акула родини Куницеві акули. Інші назви «австралійська куницева акула», «білоплямиста липка акула», «клейка гладенька акула», «солодкий Вільям», австралійці часто називають її «флейк» (англ. flake).

## Опис
Загальна довжина досягає 1,85 м при вазі 24,8 кг Спостерігається статевий диморфізм: самиці значно перевищують самців. Голова помірно велика. Ніс загострений. Очі велика, овальні, з мигальною перетинкою. За ними розташовані невеличкі бризкальця. Ніздрі з носовими клапанами. Рот невеликий, зігнутий. Зуби дрібні, з тупими верхівками. Розташовані у декілька рядків. У неї 5 пар зябрових щілин. Тулуб стрункий, обтічний. Грудні плавці широкі, трикутної форми, з округлими кінчиками. Має 2 спинних плавця, з яких передній на 1/3 більше за задній. Передній спинний плавець розташовано позаду грудних плавців, задній навпроти анального плавця. Черевні плавці невеличкі. Черево широке. Анальний плавець менший за задній спинний плавець, низький. Хвостова частина вузька. Хвостовий плавець гетероцеркальний.
Забарвлення сіре, іноді з бронзово-коричневим відтінком. На спині та боках присутні численні білі плямочки. Черево має попелясто-білий колір.

## Спосіб життя
Тримається на глибинах до 400 м. Зустрічається також на мілині. Воліє переважно до піщаних, мулисто-піщаних ґрунтів, менш — до кам'янистих. Часто утворює скупчення за статевою або віковою ознакою. Полює переважно ракоподібними (крабами, креветками, омарами, лангустами, раками-відлюдниками), а також головоногими (невеличкими восьминогами, кальмарами) і панцирними молюсками, морськими черв'яками, личинками морських тварин.
Це яйцеживородна акула. Породілля відбувається у жовтні-лютому. Найулюбленіше місце природних розплідників цієї акули є Бассова протока. Самиця народжує до 38 акуленят завдовжки 33 см.
Тривалість життя 16 років.
Є об'єктом промислового вилову. Особливо цінується за смачне, ніжне м'ясо і плавці. Добре переносить неволю, часто тримається в акваріумах та океанаріумах.
Не становить загрози для людини.

## Розповсюдження
Мешкає біля південно-західного, південного, південно-східного узбережжя Австралії, а також о. Тасманія.